# 基默·科佩揚斯
基默·科佩揚斯（Kimmer Coppejans；1994年2月7日—）是一位比利時網球運動員。於2015年6月，他創下自己的ATP最高排名，為第98位。他是2012年法國網球公開賽的少年組冠軍。